# لويز آن البوربونية
لويز آن دي بوربون (23 يونيو 1695 - 8 أبريل 1758) هي كانت أميرة فرنسية وهي ابنة لويس الثالث دي بوربون.

## سيرتها

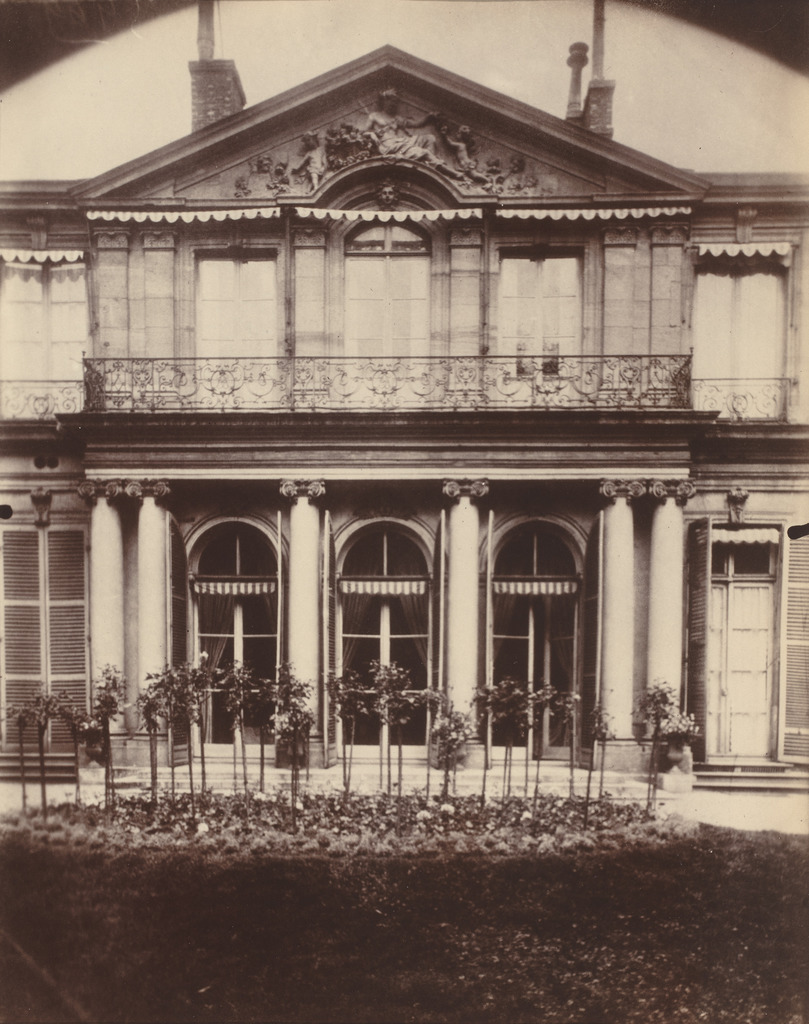
فندق دي روثيلين شاروليه

### حياتها المبكرة
ولدت لويز آن في قصر فرساي، وكانت الطفلة الرابعة والابنة الثالثة لوالديها. وكانت شقيقاتها الأكبر ماري آن غابرييل إليونور دي بوربون ولويز إليزابيث دي بوربون. وقد جرى تعميدها في كنيسة فرساي في 24 نوفمبر 1698 مع شقيقها لويس هنري وشقيقتها لويز إليزابيث.